# 兰州城墙

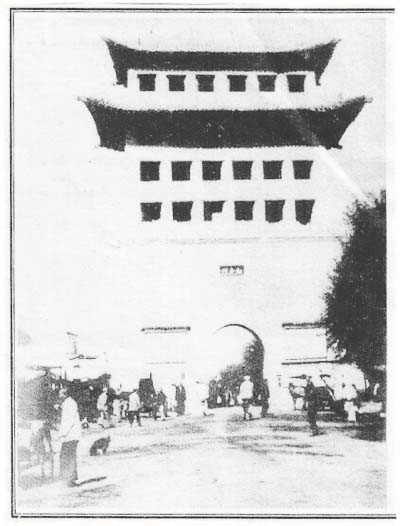
兰州迎恩门

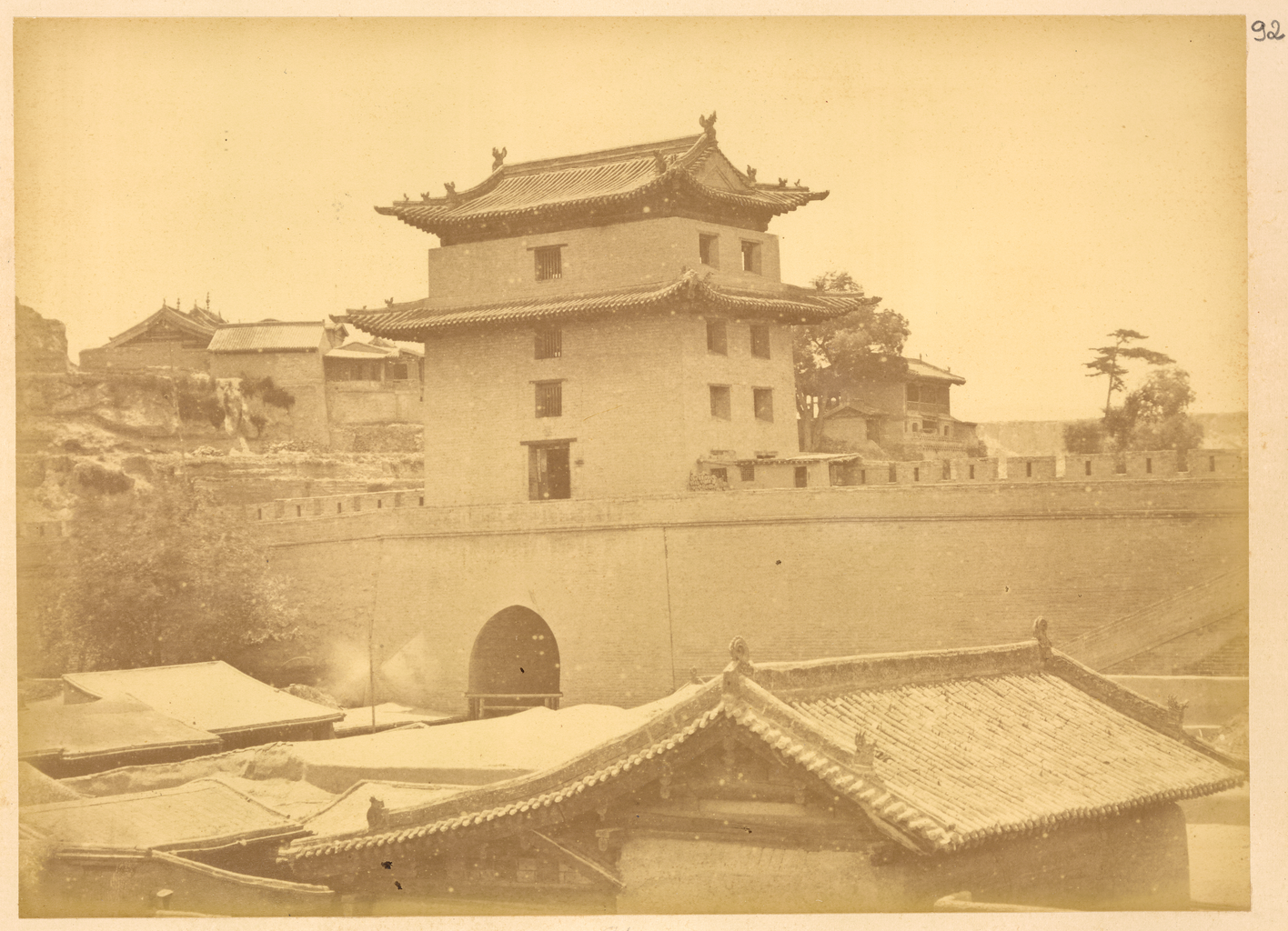
兰州西门

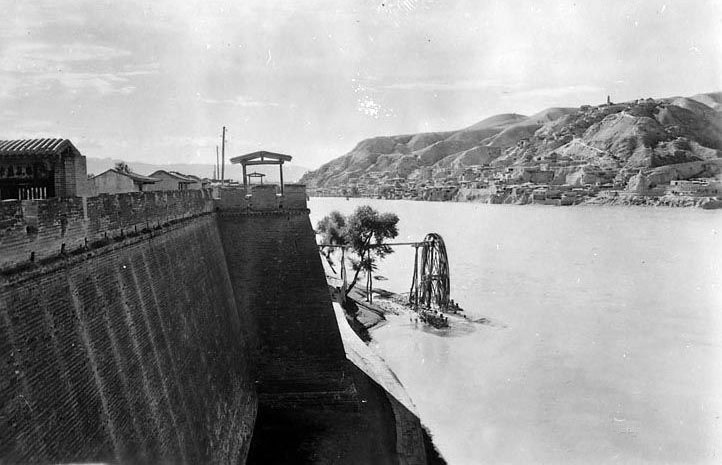
黄河边兰州城墙

兰州城墙，位于中国甘肃省兰州市。兰州城墙于1949年后拆除，现仅残余2个墙段，分别位于静安门以西润城花园附近、市区东部的7437工厂附近。

## 历史
北宋元丰六年（1083年）三月，兰州建造北城。北宋崇宁三年（1104年），重修唐城。明洪武十年（1377年），王得增筑城墙，是为内城（即子城）。宣德年间（1426-1435年），增筑外廓（即外城）。清乾隆三年（1738年），大规模修缮兰州城墙，城墙东、南、西三面内外皆以砖包砌，北面则以巨石条垒砌，以防黄河水患。1949年后，兰州城墙逐渐拆毁。

## 城门
兰州内城设四门，分别为：东为承恩门(来煦门)，西为永宁门(镇远门)，南为崇武门(皋兰门)，北为广源门(俗称水北门)。
外城设九门：东为迎恩门(俗称东稍门)，东北为广武门(俗称新关门)、天堑门(后更名为庆安门，俗称下水门)，南为拱兰门(俗称南稍门)，东南为通远门(俗称小稍门)，西南为永康门(后更名为安定门)、靖安门(俗称下沟门，后更名为静安门)，西为袖川门(后更名为宗棠门，俗称西稍门)，北为天水门(后更名为通济门，俗称桥门)。